# Roxbury (Vermont)
Roxbury és una població dels Estats Units a l'estat de Vermont. Segons el cens del 2000 tenia 576 habitants.

## Demografia
Segons el cens del 2000, Roxbury tenia 576 habitants, 227 habitatges, i 163 famílies. La densitat de població era de 5,3 habitants per km².
Dels 227 habitatges en un 30% hi vivien nens de menys de 18 anys, en un 63% hi vivien parelles casades, en un 5,7% dones solteres, i en un 27,8% no eren unitats familiars. En el 18,9% dels habitatges hi vivien persones soles el 7% de les quals corresponia a persones de 65 anys o més que vivien soles. El nombre mitjà de persones vivint en cada habitatge era de 2,54 i el nombre mitjà de persones que vivien en cada família era de 2,93.
Per edats la població es repartia de la següent manera: un 24% tenia menys de 18 anys, un 6,1% entre 18 i 24, un 29,5% entre 25 i 44, un 31,1% de 45 a 60 i un 9,4% 65 anys o més.
L'edat mediana era de 40 anys. Per cada 100 dones de 18 o més anys hi havia 99,1 homes.
La renda mediana per habitatge era de 43.438 $ i la renda mediana per família de 44.000 $. Els homes tenien una renda mediana de 26.833 $ mentre que les dones 25.750 $. La renda per capita de la població era de 16.880 $. Entorn del 10,1% de les famílies i el 9,1% de la població estaven per davall del llindar de pobresa.